# Take My Breath Away (canción de Berlin)
}}
«Take My Breath Away» (en español: «Quítame el aliento») es el título de una power ballad interpretada por la banda estadounidense de synth pop, Berlin, lanzada en el año 1986 como parte del filme Top Gun y de la banda sonora homónima. Fue escrita y producida por Giorgio Moroder y coescrita por Tom Whitlock. Ganó el premio de la Academia como Mejor Canción Original y el Globo de Oro en esa misma categoría en el año 1987.
Se publicó en versión de 7" y de 12" pulgadas. Como lado B se incluyó «Radar Radio», otra composición de Moroder y Tom Whitlock, interpretada a dúo por Moroder y Joe Pizzulo.

## Posiciones en listas
La canción llegó a las primeras posiciones en decenas de países alrededor del mundo, apoyada por el éxito de la película y de la banda sonora que le dio origen.
En Billboard, llegó al primer lugar el 13 de septiembre de 1986 y en el Reino Unido durante cuatro semanas en noviembre de ese año.

## Lanzamiento
«Take My Breath Away» está disponible tanto en la banda sonora de Top Gun, como en el álbum de Berlin, Count Three & Pray de 1986, el cual curiosamente resultó ser un fracaso financiero, eclipsado por el éxito de la banda sonora.
Posteriormente, se incluyó en recopilatorios como Best of Berlin 1979-1988, Master Series, Greatest Hits Remixed, Live: Sacred & Profane y Metro Greatest Hits. 
«Take My Breath Away» fue una de las pocas canciones no escritas por John Crawford que fueron incluidas en un álbum original de Berlin.
El tema fue regrabado en octubre de 1990 para coincidir con la primera transmisión televisiva de Top Gun, y como una nueva campaña del modelo de vehículo Peugeot 405 para el público británico. Este suceso representó un resurgimiento del tema en el Reino Unido, hasta llegar al número 3.
La canción se ofreció por primera vez a The Motels, quien mucho más tarde lanzó su demo original, que es bastante similar a la versión lanzada de Berlín, en su álbum recopilatorio Anthologyland (2001). Columbia Records sugirió algunos de sus artistas firmados, pero finalmente Moroder pensó en la banda Berlin, cuya canción "No More Words" había producido. Whitlock hizo algunos cambios en la letra antes de que Terri Nunn grabara las voces. Moroder ha dicho que de todas las canciones que ha producido en su carrera, está muy orgulloso de esta canción.

## Vídeo musical
El vídeo muestra escenas de la película Top Gun, interrumpidas con la imagen de Terri Nunn, vestida de azul y caminando en medio de aviones de combate en una pista de aterrizaje en la noche.
Sus compañeros de banda John Crawford y Rob Brill son presentados relajados en el campo siguiendo a Terri.
Este vídeoclip puede ser visto ocasionalmente en el programa de VH1 Top 10 Movie Soundtracks 
Fue relanzado en 2004 como parte de una colección en formato de DVD del filme Top Gun.

## Usos en los medios
- Ford Motor Company la usó para su modelo de vehículo Mercury Cougar en 1989.
- Peugeot 405 lanzó su modelo en el Reino Unido a finales de los años 1980, usando como base la canción en algunos momentos del comercial.
- GE Transportation Systems la usó en un comercial sobre transporte con diésel.
- Daewoo la utilizó a principios de los años 1990 en un anuncio para el mercado coreano de su modelo de coche Espero.
- El tema se interpretó en escenas de películas, como The King of Queens y Ocean's Eleven, y en la serie Baywatch, entre otras.
- En 2009 el detergente Gain la utilizó en un comercial.
- En Chile, la canción fue usada en los unos capítulos de Soltera otra vez, la canción fue interpretada por Esteban Moráis en el programa de baile de Chilevisión Baila! Al ritmo de un sueño.
- En 2020 es utilizada en publicidad de papas de un comercial de Sabritas protagonizado por Ryan Reynolds en México.

## Versiones
En la película As tears go by del director chino Wong Kar-wai este tema está interpretado en cantonés por la cantante Sandy Lam.

## Listado de pistas
7"
A. "Take My Breath Away" – 4:13
B. "Radar Radio" (interpretada por Giorgio Moroder con Joe Pizzulo) – 3:40
12"
A. "Take My Breath Away" – 4:13
B1. "You've Lost That Lovin' Feelin'" (interpretada por The Righteous Brothers)
B2. "Radar Radio" (interpretada por Giorgio Moroder con Joe Pizzulo) – 3:40

## Certificaciones
| País        | Certificación | Fecha                  | Ventas certificadas |
| ----------- | ------------- | ---------------------- | ------------------- |
| Canadá      | Oro           | 31 de octubre de 1986  | 50.000              |
| Francia     | Oro           | 1987                   | 500.000             |
| Reino Unido | Oro           | 1 de noviembre de 1986 | 400.000             |
| EE. UU.     | Oro           | 5 de mayo de 1992      | 500.000             |

## Posicionamiento
| Listas (1986)                                   | Máxima posición |
| ----------------------------------------------- | --------------- |
| Austria                                         | 4               |
| Dutch Top 40                                    | 1               |
| Francia SNEP                                    | 5               |
| Alemania                                        | 3               |
| Irish Singles Chart                             | 1               |
| Italia                                          | 5               |
| Noruega                                         | 4               |
| Suecia                                          | 2               |
| Suiza                                           | 2               |
| UK Singles Chart                                | 1               |
| EE. UU. Billboard Hot 100                       | 1               |
| EE. UU. Billboard Hot Adult Contemporary Tracks | 3               |
| EE. UU. ARC Weekly Top 40                       | 1               |
| Listas (1988)                                   | Mejor posición  |
| UK Singles Chart                                | 52              |
| Listas (1990)                                   | Mejor posición  |
| Irish Singles Chart                             | 7               |
| UK Singles Chart                                | 3               |

### Sucesión en listas
| Predecesor: «Venus» de Bananarama | U.S. Billboard Hot 100 — Sencillo N°. 1 13 de septiembre de 1986 - 19 de septiembre de 1986 | Sucesor: «Stuck with You» de Huey Lewis and the News |

## Otras versiones
- Jessica Simpson
- Copeland
- Relient K
- The Motels
- Diana Ross
- OV7 como: «Quedate otra vez» (Versión en español)
- The Knife
- Glee Cast (Dianna Agron y Naya Rivera)
- Lucia Scorpio & Los Langostinos (B.S.O. de Casino)

## Remezclas
- «Take My Breath Away»  [Album Version] – 3:12
- «Take My Breath Away» [Eddie Baez Mix 2] – 7:08
- «Take My Breath Away» [Orangefuzzz Club Mix] – 7:35
- «Take My Breath Away» [Passengerz Hourglass Mix] – 6:17
- «Take My Breath Away» [Eddie Baez Late Night Club Mix] – 6:30